# Гірничорятувальна частина
Гірничорятува́льна части́на (рос.горноспасательная часть, англ. mine rescue unit, нім. Rettungsabteilung f, Grubenwehr f) — спеціальний оперативний підрозділ, що навчений прийомам ведення рятувальних робіт в шахтах та ліквідації підземних аварій. Первинною оперативною одиницею гірничорятувальної частини є гірничорятувальний взвод, який організується для обслуговування однієї або декількох шахт.
За можливості він розташовується в центрі району, який підлягає обслуговуванню.
Гірничорятувальний взвод має таку чисельність персоналу і оснащення, при яких він здатний виконувати самостійно роботу з ліквідації аварій. Залежно від кількости шахт, що належить обслуговувати, взвод може складатися з трьох, шести або дев'яти відділень. До складу останнього входять 7 чоловік (5 респіраторників, водій автомашини й командир відділення). Згідно з табелем, мінімальне спорядження складається з кисневих респіраторів, кількість яких дорівнює кількості осіб, які в них працюють і одного запасного, протипожежних засобів, засобів зв'язку та ін. Кожне відділення має оперативну автомашину, на яку навантажена вся апаратура й устаткування, яке необхідне для рятування людей і ліквідації аварій, протипожежні засоби, засоби зв'язку та ін. До складу кожного гірничорятувального взводу або групи взводів входить газоаналітична лабораторія, яка веде контроль шахтного повітря.
Гірничорятувальний взвод розміщується у спеціальному комплексі технічних і житлових будівель. В будинку оперативного взводу розміщується: гараж оперативних автомашин, база гірничорятувального (резервного) устаткування, газоаналітична і пилова лабораторії, кімната чергового по взводу, навчальний зал, зал для перевірки апаратури, кімната кисневих компресорів, приміщення для спорядження регенеративних патронів до респіраторів, майстерня, спортивний зал, кімната відпочинку, кабінети командира та його помічника, приймальня та інші підсобні приміщення. На території взводу повинна бути навчальна шахта для тренування у респіраторах і вивчення на практиці способів проведення гірничорятувальних робіт.
Гірничорятувальні взводи, які розміщені у декількох промислових районах, об'єднуються у воєнізовані гірничорятувальні загони, до складу яких входять 4-8 взводів. При штабі загону розміщується найбільший взвод, який називається оперативним, інші взводи мають назву номерних.
Керує всіма напрямками гірничорятувальної служби Центральний штаб (ЦШ) ДВГРС, який знаходиться у Донецьку і підпорядковується начальникові ДВГРС, який призначається Кабінетом міністрів України.
Керівництво оперативно-профілактичною роботою підрозділів ДВГРС східних районів України здійснює Штаб ДВГРС Луганської області.